# Cala Llombards

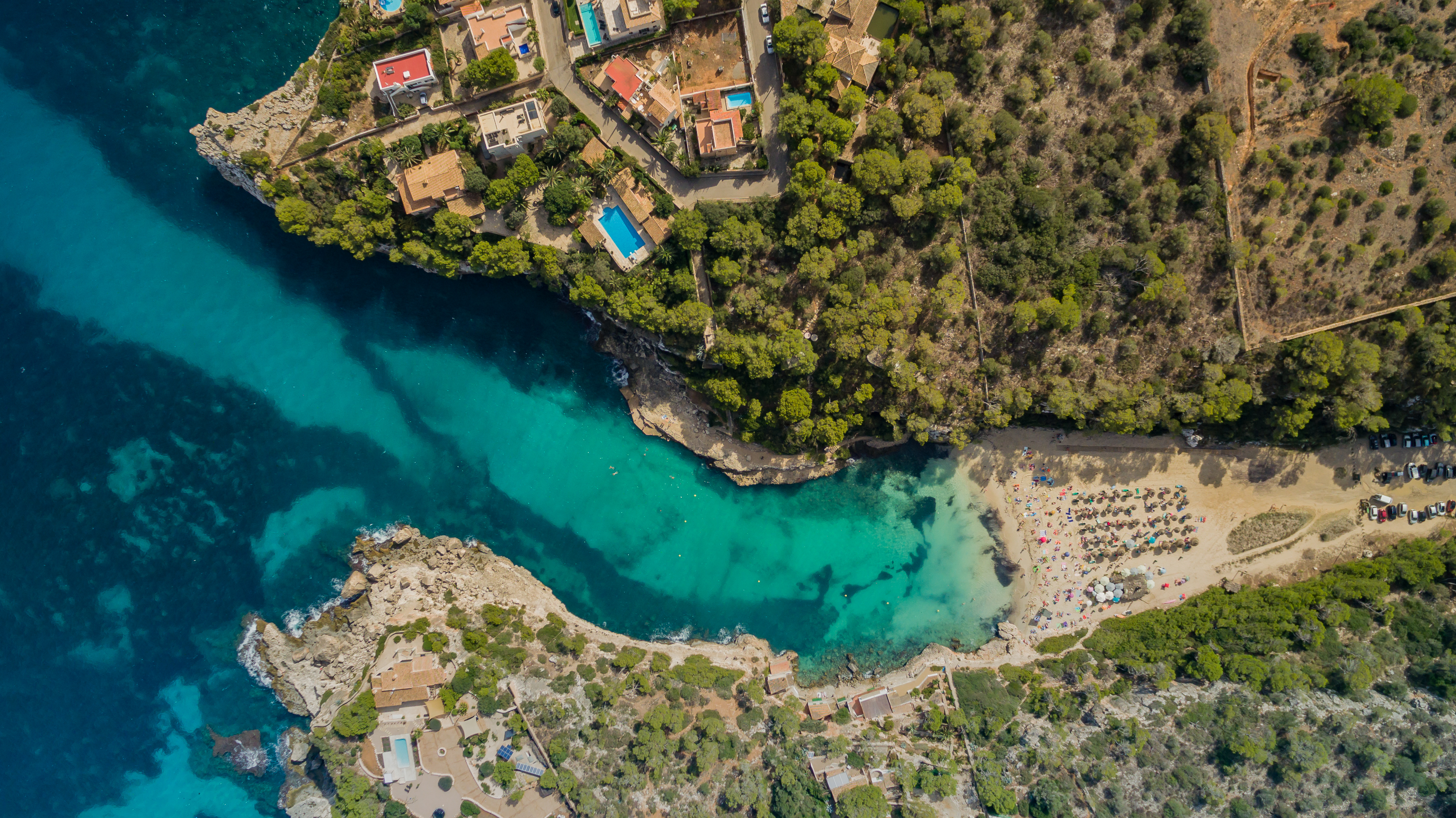
Vista aérea de parte de Cala Llombards (arriba) junto a su playa (derecha).

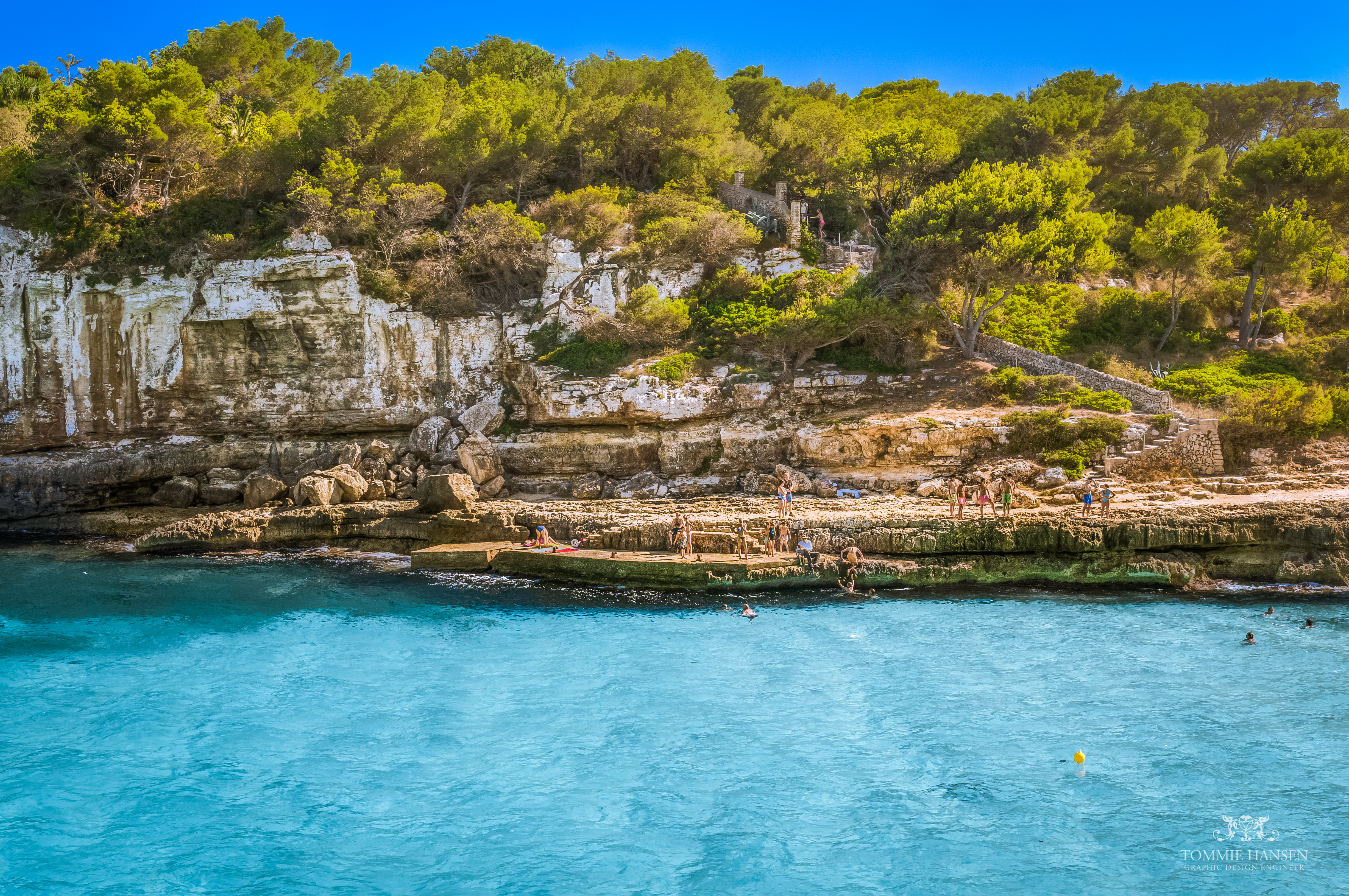
Vista de la costa de Cala Llombards.

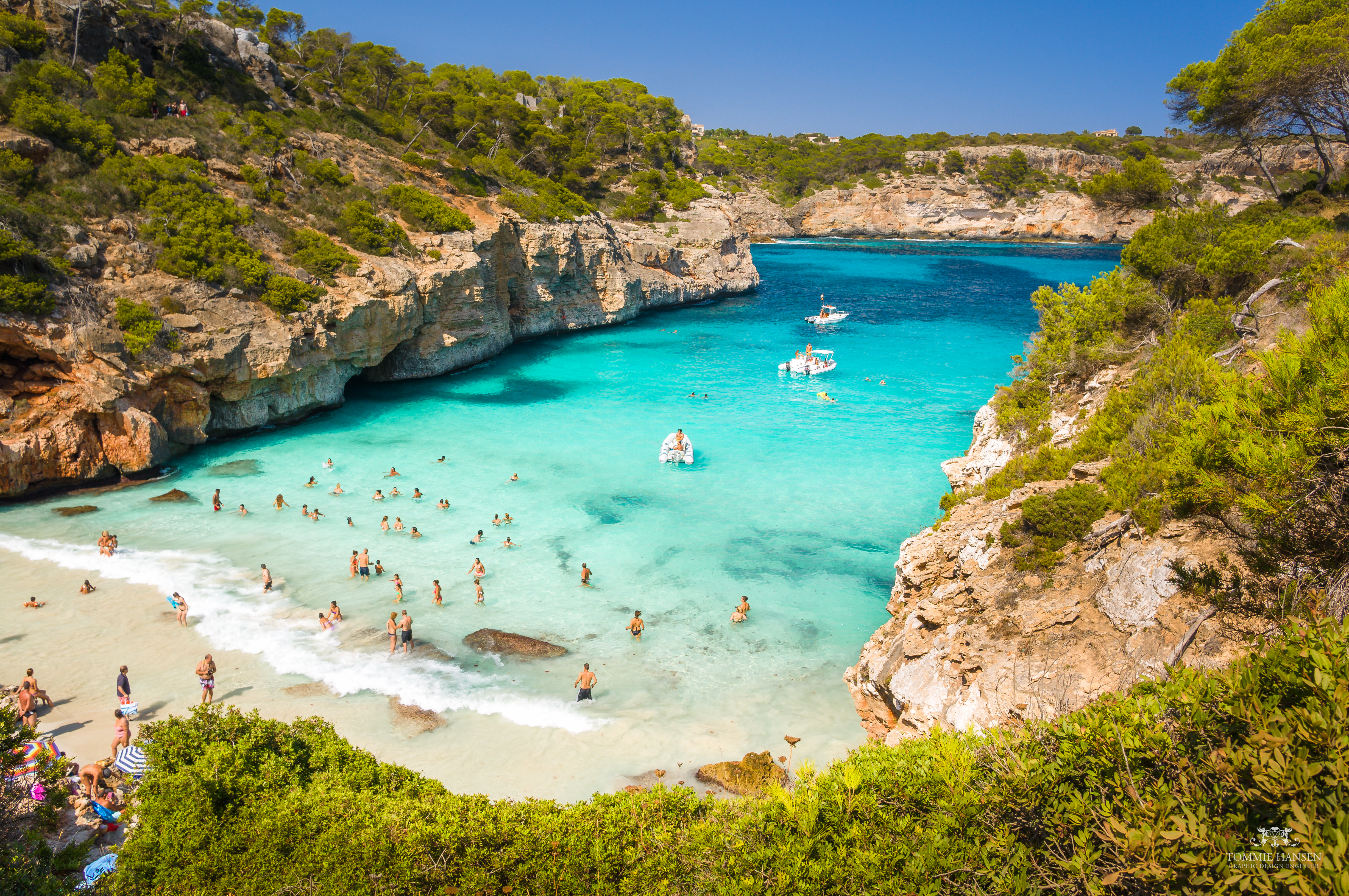
Vista del caló d'es Moro, en Cala Llombards.

Cala Llombards (o Cala Llombart) es una localidad y pedanía española perteneciente al municipio de Santañí, en la parte suroriental de Mallorca, comunidad autónoma de las Islas Baleares. En plena costa mediterránea, cerca de esta localidad se encuentran los núcleos de Llombards, Santañí capital, Son Móger, Cala Santañí, Las Salinas, Cala Figuera y Cap d'es Moro.
La zona de Cala Llombards y alrededores constituyen uno de los principales centros turísticos del municipio, con una amplia oferta hotelera de sol y playa, rodeada de parajes naturales y playas como el popular caló d'es Moro (o cala del Moro), cala Macs y s'Almunia. La playa de Cala Llombards, donde desemboca el torrente de Son Morlà, se sitúa al noreste de la localidad.
Está formada por diversos barrios o urbanizaciones, entre los que destacan Son Amer, sa Comuna y s'Almunia.

## Historia
El núcleo se comenzó a crear a principios de los años 1960, cuando Rafael Vidal Perelló, de Ca Felip, construyó una casa. El 1969 se inició la urbanización a los terrenos de la antigua finca de Son Amer, promovida por Blai Vidal Salom, que se caracterizaba por ser viviendas unifamiliares.

## Demografía
Según el Instituto Nacional de Estadística de España, en el año 2019 Cala Llombards contaba con 377 habitantes censados, lo que representa el 3,08% de la población total del municipio.

### Evolución de la población
| Gráfica de evolución demográfica de Cala Llombards entre 2009 y 2019 |
|                                                                      |
| Datos según el nomenclátor publicado por el INE.                     |

## Comunicaciones

### Carreteras
Algunas distancias entre Cala Llombards y otras ciudades:
| Ciudades          | Distancia (km) |
| ----------------- | -------------- |
| Santañí           | 5              |
| Manacor           | 36             |
| Palma de Mallorca | 55             |